# 百花仙子
百花仙子（ひゃっかせんし）は、中国神話に登場する蓬萊山に住む仙女。李汝珍による伝奇小説『鏡花縁』でも登場する。
百人の花の精に統括する花神。西王母の蟠桃宴会に出かけ、そこで百鳥大仙や百獣大仙が召集された、余興に奇鳥や仙獣たちを歌わせ舞わせたので、百花も一斉に咲かせて見せる。嫦娥が彼女に嫉妬心を抱き、心月狐に教唆した下凡で女皇帝の武則天へ変化して、酒に酔って「全ての花よ咲け」と命令した。その時、百花仙子と麻姑が外出し、慌てふためいた百花の精たちが、主はいないで、全ての花が咲いてしまった。後に天界を怒らせて、百花仙子と99人の花の精が人間界に追放される。百花仙子は秀才唐敖の娘・唐小山へ転生した。